# Olmützi Ágoston
Ágoston (olmützi) (Olomouc, 1467 – Olomouc, 1513. november 3.) csehországi alkancellár, humanista.

## Élete
Családi neve állítólag Kasenbrot volt. Mint korának legtöbb humanistája, tanulmányait valószínűleg nagybátyjának, Stiborius Endre olmützi kanonoknak költségén ő is Itáliában, méghozzá 1492–95 közt Padovában végezte, ahol 1494-ben a kánonjogból és szabadművészetekből nyert doktori címet. Ugyanebben az évben lett olmützi kanonok, és ez év végén Velencében járt. 1497. április 26-án már Prágában, 1497 vége felé pedig Budán, II. Ulászló udvaránál lett királyi tanácsos, ahol szabadidejét a tudománynak és a költészetnek szentelte. Mint prágai és boroszlói kanonoknak, olmützi és brünni prépostnak, és később Csehország alkancellárjának bőséges jövedelmei voltak; a budai tudós társasággal, Schlechta Jánossal, Neideck Györggyel, Balbus Jeromossal barátságban élt; a külföldi humanistákkal, főképp Celtes Konráddal folytonos összeköttetésben volt. Nem tudni, mi okból hagyta el 1511 elején II. Ulászló szolgálatát.

## Munkái
1. Dialogus in defensionem poetices. (Velence, 1493.)
2. Augustinus Moravus de modo epistolandi cum nonnullis epistolis quam pulcherrimis. (Uo. 1495.)
3. Catalogus episcoporum Olomucensium. (Bécs, 1511.; utoljára Olmützben 1813-ban.)
4. Quatuor epistolae contra perfidiam Valdensium. (Lipcse, 1512.; Thurzó Szaniszló, olmützi püspök felszólítására írta).

Költeményei, melyek közt voltak epigrammák, eroticák és egy hazánk történetére vonatkozó epopoea, elvesztek; alig maradt ránk egyéb egy-két versecskéjénél.